# باغچه‌لی‌اولر (متروی استانبول)
باغچه‌لی‌اولر (انگلیسی: Bahçelievler) یکی از ایستگاه‌های شاخه اِی خط ام۱ متروی استانبول است.
این ایستگاه که در منطقه باغچه‌لی‌اولر قرار دارد در سال ۱۹۹۹ تاسیس شده‌است.